# Aviceda
Aviceda – rodzaj ptaków z podrodziny orłosępów (Gypaetinae) w rodzinie jastrzębiowatych (Accipitridae).

## Rozmieszczenie geograficzne
Rodzaj obejmuje gatunki występujące w Afryce, Azji, Australii i Oceanii.

## Morfologia
Długość ciała 28–48 cm, rozpiętość skrzydeł 64–117 cm; masa ciała 168–448 g.

## Systematyka
Rodzaj zdefiniował w 1836 roku angielski zoolog William Swainson w publikacji własnego autorstwa o tytule O historii naturalnej i klasyfikacji ptaków. Gatunkiem typowym jest (późniejsze oznaczenie) czubak afrykański (A. cuculoides).

### Etymologia
- Aviceda (Avicida): łac. avis ‘ptak’; -cida ‘zabójca’, od caedere ‘zabić’[10].
- Baza: hindi Bāz ‘jastrząb’ (nazwa stosowana na określenie samicy jastrzębia zwyczajnego, samiec nazywany jest Jurra)[11]. Gatunek typowy (oryginalne oznaczenie): Baza syama Hodgson, 1837 (= Falco leuphotes C. Dumont, 1820).
- Lepidogenys: gr. λεπις lepis, λεπιδος lepidos ‘łuska’, od λεπω lepō ‘obierać, łuszczyć się’; γενυς genus, γενυος genuos ‘szczęka, policzek, broda’[12].
- Hyptiopus: gr. ὑπτιος huptios ‘płaski’; πους pous, ποδος podos ‘stopa’[13].
- Lophastur: gr. λοφος lophos ‘czub’; rodzaj Astur de Lacépède, 1801, (jastrząb)[14]. Gatunek typowy (oznaczenie monotypowe): Pernis jerdoni Blyth, 1842.
- Nesobaza: gr. νησος nēsos ‘wyspa’ (tj. Madagaskar); rodzaj Baza Hodgson, 1837[15]. Gatunek typowy (oryginalne oznaczenie): Pernis madagascariensis A. Smith, 1834.

## Podział systematyczny
Do rodzaju należą następujące gatunki:
- Aviceda cuculoides Swainson, 1837 – czubak afrykański
- Aviceda madagascariensis (A. Smith, 1834) – czubak madagaskarski
- Aviceda jerdoni (Blyth, 1842) – czubak brunatny
- Aviceda subcristata (Gould, 1838) – czubak australijski
- Aviceda leuphotes (C. Dumont, 1820) – czubak czarny